# Internazionali d'Italia 1996
Italian Open 1996 — тенісний турнір, що проходив на відкритих кортах з ґрунтовим покриттям. Це був 53-й турнір Мастерс Рим. Належав до серії Mercedes Super 9 в рамках Туру ATP 1996, а також до серії Tier I в рамках Туру WTA 1996. І чоловічий і жіночий турніри відбулись на Foro Italico в Римі (Італія). Жіночий турнір тривав з 6 до 12 травня, а чоловічий - з 13 до 19 травня 1996 року.

## Фінальна частина

### Одиночний розряд, чоловіки
Томас Мустер —  Ріхард Крайчек 6–2, 6–4, 3–6, 6–3
- Для Мустера це був 5-й титул за сезон і 41-й — за кар'єру.

### Одиночний розряд, жінки
Кончіта Мартінес —  Мартіна Хінгіс 6–2, 6–3
- Для Мартінес це був 1-й титул за рік і 31-й — за кар'єру.

### Парний розряд, чоловіки
Байрон Блек /  Грант Коннелл —  Лібор Пімек /  Байрон Талбот 6–2, 6–3
- Для Блека це був 3-й титул за сезон і 15-й - за кар'єру. Для Коннелла це був 2-й титул за сезон і 19-й - за кар'єру.

### Парний розряд, жінки
Аранча Санчес Вікаріо /  Іріна Спирля —  Джиджі Фернандес /  Мартіна Хінгіс 6–4, 3–6, 6–3
- Для Санчес Вікаріо це був 8-й титул за сезон і 70-й — за кар'єру. Для Спирлі це був 2-й титул за сезон і 6-й — за кар'єру.